# Stachyphrynium lancifolium
Stachyphrynium lancifolium är en strimbladsväxtart som beskrevs av Piyakaset Suksathan och Finn Borchsenius. Stachyphrynium lancifolium ingår i släktet Stachyphrynium och familjen strimbladsväxter. Inga underarter finns listade.